# Акишин, Андрей Анатольевич
Андре́й Анато́льевич Аки́шин (5 мая 1963, Ставрополь — 29 апреля 2016, Астрахань) — советский и российский гандболист, центральный защитник. Известен по выступлениям за астраханский гандбольный клуб «Динамо» в конце 1980-х — начале 1990-х годов. Чемпион СССР по гандболу, двукратный серебряный призёр высшей лиги СССР, мастер спорта. Также известен как тренер и спортивный функционер.

## Биография
Родился 5 мая 1963 года в Ставрополе. Активно заниматься гандболом начал с раннего детства, проходил подготовку в местной ставропольской гандбольной секции.
Позже переехал на постоянное жительство в Астрахань, по приглашению заслуженного тренера СССР и России Владимира Александровича Гладченко присоединился к астраханской гандбольной команде «Динамо», которая с недавних пор выступала в высшей лиге СССР. Акишин стал одним из основных игроков клуба, выступал на позиции центрального защитника. В 1989 году он со своей командой занял второе место на первенстве Советского Союза и завоевал тем самым награду серебряного достоинства. Год спустя его клуб «Динамо» одержал победу в чемпионате СССР, ещё через год вновь стал серебряным призёром. Кроме того, в сезоне 1990/91 астраханским динамовцам довелось поучаствовать в Кубке европейских чемпионов, где они сумели дойти до стадии полуфиналов. Акишин при этом оставался игроком основного состава, выполнил норматив мастера спорта СССР.
Впоследствии в течение некоторого времени выступал за другие российские команды, играл в качестве легионера в зарубежных клубах, в частности три сезона отыграл в Испании, однако значительных успехов в их составе не добился.
Завершив карьеру профессионального спортсмена, занялся тренерской деятельностью. Работал тренером в классическом и пляжном гандболе в Астрахани, в общей сложности посвятив этому делу около десяти лет. Затем перешёл на административную работу, состоял в ряде организаций в сфере физической культуры и спорта. В 2012 году назначен на должность директора астраханской Специализированной детско-юношеской спортивной школы олимпийского резерва № 7 по гандболу имени В. А. Гладченко.
Скончался 29 апреля 2016 года в Астрахани.